# Jong N-VA
Jong N-VA is de jongerenorganisatie van de Belgische, Vlaamsgezinde politieke partij Nieuw-Vlaamse Alliantie. Kort na de oprichting van de N-VA in het najaar van 2001 werd de jongerenbeweging Ronduit N-VA! in het leven geroepen, die uiteindelijk in 2005 werd omgedoopt in de huidige naam. De jongerenpartij opereert onder het motto Ronduit Vlaams en republikeins!. Huidig Algemeen Voorzitter is Jeroen Bergers.
Eind 2012 bereikte het ledenaantal de kaap van 4000 leden.

## Programma
Jong N-VA pleit net zoals de moederpartij voor een "eigen werkgelegenheidsbeleid, dat afgestemd is op de economische realiteit van Vlaanderen" en wil drastische hervormingen zien inzake issues als jeugdrecht, gezondheidszorg, spijtoptanten en verkeer. Verder meent de jongerenpartij dat de staat België goede politieke beslissingen voor de verschillende deelstaten niet toelaat en daarom een gevaar zou betekenen voor de democratie.
Met de slagzin Monarchie rijmt niet op democratie! is de jongerenpartij gekant tegen een monarch als hoofd van een democratische staat. Zij ziet liever een volksverkozen president als staatshoofd, zoals te lezen staat in haar "speerpunten":
Een democratie houdt tevens in dat niemand door zijn geboorte gediscrimineerd wordt, niet negatief maar ook niet positief. De N-VA strijdt daarom resoluut voor een republiek met een verkozen president in plaats van een koning als erfopvolger.— jongnva.be

## Voorzitters
| Voorzitter             | Periode      |
| Ronduit N-VA           | Ronduit N-VA |
| ---------------------- | ------------ |
| Johan Guldix           | 2001-2003    |
| Koen Vaneecke          | 2003         |
| Joris Kelchtermans     | 2003-2005    |
| Jong N-VA              |              |
| Bas Luyten             | 2005-2009    |
| David Manaigre         | 2009-2010    |
| Kim Geybels            | 2010         |
| Kim Van Cauteren       | 2011-2013    |
| Ralph Packet           | 2013-2015    |
| Tomas Roggeman         | 2015-2019    |
| Lawrence Vancraeyenest | 2019-2020    |
| Viktor Rooseleer       | 2020-2022    |
| Jeroen Bergers         | 2022         |